# 헤이든 와일드
헤이든 와일드(영어: Hayden Wilde, 1997년 9월 1일~)는 뉴질랜드의 트라이애슬론 선수이다. 2020년 하계 올림픽애서 남자 개인전 동메달, 2024년 하계 올림픽에서 남자 개인전 은메달을 획득했다.